# Metroperiella lepralioides
Metroperiella lepralioides är en mossdjursart som först beskrevs av Calvet 1903.  Metroperiella lepralioides ingår i släktet Metroperiella och familjen Bitectiporidae. Inga underarter finns listade i Catalogue of Life.